# Rhyacophila lobifera
Rhyacophila lobifera is een schietmot uit de familie Rhyacophilidae. De soort komt voor in het Nearctisch gebied.